# Alosa sphaerocephala
Alosa sphaerocephala és una espècie de peix de la família dels clupeids i de l'ordre dels clupeïformes.

## Morfologia
- Els mascles poden assolir 25 cm de llargària total.
- Dents ben desenvolupades en ambdues mandíbules.[3][4]

## Reproducció
Fresa al nord i a l'est de la mar Càspia des de mitjan maig fins a final de juny, a temperatures entre 18-20 °C i a 3 m de fondària aproximadament. Els alevins es traslladen cap al sud a la tardor (més tard que els altres clupeids).

## Distribució geogràfica
Es troba a la mar Càspia.